# Копальня Кеф-Есснун
Копальня Кеф-Есснун (Kef-Essnoun) – колишнє гірничодобувне підприємство на півночі Алжиру.
Копальня, що почала роботу в 1965 році, займається розробкою лише частини ресурсів комплексу Джебель-Онк, який містить біля 2 млрд тон фосфоритів (є відомості, що ресурси Кеф-Есснун становлять біля половини від загального показника Джебель-Онк).
Видобуток ведеться відкритим способом за допомогою кар’єру глибиною 70 метрів, при цьому середня глибина залягання фосфоритів становить 22,5 метра, а фосфоритоносні відклади мають товщину біля 40 метрів (головний із трьох пластів має товщину біля 25 метрів при вмісті P2O5 на рівні 28%).
Станом на середину 1990-х щорічний видобуток фосфоритів оцінювали у 3 млн тон, при цьому біля 30% споживалось всередині країни комплексом з виробництва добрив у Аннабі, тоді як інше експортувалось до Франції та Іспанії (раніше обсяги виробництва були вище, а серед споживачів знаходились Югославія, Польща, Фінляндія та Індонезія).
В 2018-му виробництво на Кеф-Есснун склало 1,8 млн тон.
Можливо відзначити, що на початку 2020-х оголосили про укладання угоди з китайськими інвесторами, які мають організувати повномасштабну розробку ресурсів Джебель-Онк.